# Роберт Дауд
Роберт Дауд (англ. Robert Dowd; нар. 26 травня 1988, Біллінгем, Англія) — британський хокеїст, нападник. Виступає за «Шеффілд Стілерс» у Британській елітній хокейній лізі.
Виступав за «Біллінгем Бомберс», «Солігалл Кінгс», «Шеффілд Сімітарс», «Шеффілд Стілерс».
У складі національної збірної Великої Британії учасник чемпіонатів світу 2009 (дивізіон I), 2010 (дивізіон I) і 2011 (дивізіон I). У складі молодіжної збірної Великої Британії учасник чемпіонатів світу 2007 (дивізіон I) і 2008 (дивізіон I). У складі юніорської збірної Великої Британії учасник чемпіонатів світу 2005 (дивізіон I) і 2006 (дивізіон II).